# Red Hacker Alliance
Red Hacker Alliance é um grupo hacker chinês liderado por Wan Tao que possuía mais de 300 mil membros em 2006, majoritariamente jovens homens nacionalistas. Foi criado por Liu Qing menos de 12 horas após, em 7 de maio de 1999, um avião a jato do OTAN bombardear acidentalmente a embaixada chinesa na Iugoslávia,. Logo que foi criado atacou milhares de sites dos Estados Unidos.